# シブツ島
シブツ島はフィリピン、タウィタウィ州に存在する島。タウィタウィ本島に近いボンガオ島の西南西33km、シムヌル島の西35kmほどの位置に存在する。
南北に細長く長さは30kmほどであるが、幅は4.5kmほどである。周辺は珊瑚礁となっており、島の南には4つの小島がある。
シブツ島とタウィタウィ本島周辺の間はシブツ海峡と呼ばれる深い海峡が存在する。